# Nes (Eysturoy)
 For alternative betydninger, se Nes. (Se også artikler, som begynder med Nes)
Nes er en bygd på Færøerne beliggende i den sydlige ende af Eysturoy, på østsiden af Skálafjørðurs munding. Bygden havde i 2015 327 indbyggere. Nes udgør sammen med Toftir og Saltnes Nes kommuna som har kontorer i Nes.

## Den gamle og nye kirke
Nes kirkja er en af de typiske færøske kirker. Kirken fra 1843 er ikke den første kirke på stedet. De første kirker blev opført i tidsrummene 1679-1691 og 1715-1762. Kirken er opført som en rektangulær sorttjæret træbygning på en hvidmalet stensokkel med tag af gråt skifer. Kirken har 200 siddepladser, men bruges nu sjældent, efter Fríðrikskirkjan blev indviet i 1994. Kirken er en del af Nes Prestagjald.
Kirken er fredet og bliver brugt ved særlige lejligheder.
Fríðrikskirkjan blev indviet i 1994 og erstattede den gamle kirke i fra 1843. Kirken består af tre bygninger. Den bærende konstruktion er lavet i hvidmalet beton, mens bærende tagkonstruktion består af hvidt farvet limtræ. De indre vægge af skibet er lavet af hvidmalet beton, mens altervæggen består af hvidt malet, pudset armeret beton. 

## Lokalmuseet for Nes Kommune
Museet består af fire huse fra det 19. århundrede: Den gamle præstegård fra 1863 som nu fungerer som museum, blev bygget i 1863 af den kendte præst og filolog, V U Hammershaimb, faderen til den moderne færøske retskrivning. Den gamle præstegård repræsenterer gejstligheden og embedsstanden i samfundet. Den gamle gård fra 1845 med det traditionelle færøske græstag, stalden i den ene ende, i midten røgstuen (roykstova) som arbejds- og sovested med køjer, jordgulv, det åbne ildsted (grúgva) og lyrehul (ljóari) som røgaftræk og lysindtag i taget, i den anden ende af huset er glasstuen (glasstova), med vinduer og bilæggerovn. Fiskerens hus fra 1875. Græstaget er erstattet af eternit. Huset fra 1876 har bevaret græstaget, men huset viser en mere moderne tilgang med komfur.

## Historie
Nes nævnes første gang i skriftlige kilder i Hundebrevet fra sidste halvdel af 1300-tallet.
Den 14. april 1945 under den 2. verdenskrig på Færøerne kom de første britiske soldater til Færøerne, og og den samme dag indtog de fjorden Skálafjørður. I Nes placerede Royal Navy en kanonstilling og en bunker, som skulle forsvare oliedepotet i Nes og indløbet til Skálafjørður, som fungerede som naturhavn for de engelske krigsskibe og derfor ville være attraktive mål for tyskerne. For at beskytte mod ubåde blev indsejlingen til fjorden sikret med et stålnet, der blev spændt under vandet til den anden bred.

## Galleri
- Fríðrikskirkjan
- Nes
- Nes
- Nes